# Ромо, Педро
Педро Ромо (исп. Pedro Romo) (17 июня 1957, Мехико, Мексика) — мексиканский актёр-комик и юморист.

## Биография
Родился 17 июня 1957 года в Мехико. В мексиканском кинематографе дебютировал в 1990 году и с тех пор принял участие в 54 работах в кино и телесериалах. Является не только актёром-комиком, но также юмористом и автором комических монологов.

## Фильмография

### Избранные телесериалы
- 1985—2007 — Женщина, случаи из реальной жизни
- 2000—2001 — Обними меня крепче — Аполинар
- 2004 — Весёлая больница — Калавера
- 2011 — н. в. — Как говорится — Хамес